# Mattia De Mori
Mattia De Mori (né le 30 janvier 1993 à Isola della Scala en Vénétie) est un coureur cycliste italien.

## Palmarès et résultats

### Palmarès par année
- 2014
  - Circuito Castelnovese
  - 2e du Gran Premio Sannazzaro
  - 3e de La Popolarissima
- 2016
  - 9e étape du Tour du Maroc
  - 3e étape du Grand Prix cycliste de Gemenc
  - Coppa Caduti Nervianesi
- 2017
  - Vicence-Bionde
  - Trofeo Giardino della Serenissima
  - 2e du Trophée de la ville de Castelfidardo
  - 2e de la Coppa Città di Bozzolo
  - 3e des Challenges de la Marche verte - Grand Prix Sakia El Hamra
- 2018
  - 3e de la Coppa Belricetto
  - 3e du Trofeo Gruppo Meccaniche Luciani
  - 3e du Trophée Antonietto Rancilio

### Classements mondiaux
| Année           | 2016   | 2017 |
| --------------- | ------ | ---- |
| UCI Europe Tour | 1 191e |      |
| UCI Africa Tour | 136e   | 93e  |